# Enlace ciudadano
Enlace Ciudadano fue un espacio de radio y televisión gubernamental ecuatoriano que se emitió desde el 20 de enero de 2007 hasta el 20 de mayo de 2017 de forma semanal los sábados en la mañana de 10h00 hasta las 14h00 hora local, por 54 emisoras de Ecuador, a través de la televisión estatal Ecuador TV y Gama TV. Fue conducido por el expresidente la República Rafael Correa (2007-2017) durante sus años de gobierno, como una especie de rendición de cuentas semanal de sus labores.

## Historia
En las Américas, los presidentes de gobierno han hecho varios formatos parecidos. Empezando en los años 1930 con el "Weekly Radio Address" de Franklin D. Roosevelt, muchos otros presidentes estadounidenses usando la tecnología se quisieron comunicar con su pueblo regularmente; hoy Barack Obama ya lo hace en forma de vídeos por internet. En Latinoamérica, un formato parecido de radio y televisión,  Aló Presidente, era presentado por el otrora mandatario de Venezuela Hugo Chávez.
En su primera emisión, de una hora, el 20 de enero de 2007 Rafael Correa respondió preguntas de los periodistas, pero en los programas subsiguientes se habilitaron líneas telefónicas para que la gente pueda dialogar con él. La difusión de la primera cadena sabatina estuvo a cargo de 53 estaciones radiales.
Al día siguiente de ser inaugurado este programa Mónica Chuji Gualinga, secretaria de comunicación de la presidencia expresó que este programa "Obedece a un pedido de la gente de mantener contacto con el presidente y que él, a la vez, conozca sus necesidades de primera mano. Queremos que haya una relación horizontal", señaló la funcionaria. 
El enlace ciudadano anteriormente conocido como Diálogo con el presidente tenía tres partes que son: Agenda Semanal, Entrevistas con los periodistas y Espacio sobre ciencia y tecnología.
Durante el programa, se realiza un informe de actividades cumplidas en la semana por el Primer Mandatario, los nuevos proyectos que se piensan realizar, así como los proyectos en ejecución. También hay la presentación de actores sociales que exponen sus pensamientos frente al Mandatario. También comenta sobre las noticias que fueron difundidas por los medios de comunicación opositores, desde su perspectiva.
En unas pocas ocasiones el programa ha sido hecho desde el extranjero, donde hay colonias importantes de emigrantes.
El último programa que salió al aire fue el 20 de mayo de 2017, 4 días antes de que Correa transparasara el poder a Lenín Moreno, el nuevo presidente.

## Polémica
El 19 de mayo de 2007, Correa tras ser repetidamente increpado ordenó que policías con vestimenta de civil expulsen al editor de opinión de diario El Universo Emilio Palacio, por referirse a la familia del Presidente dentro de una discusión de temas netamente políticos. En el mismo programa el director editorial de Ecuavisa, Carlos Jijón, abandonó la sala por la actitud del Presidente; Orlando Pérez y Carolina Ehlers decidieron quedarse sentados hasta el final del programa.
Tras este incidente el segmento entrevistas con los periodistas fue eliminado.
Desde inicios del 2008 el Enlace Ciudadano es televisado por Ecuador TV convirtiéndose en un espacio audiovisual. El 6 de junio de 2009 el segmento Ciencia y Tecnología fue reemplazado por La Libertad de expresión ya es de todos.